# Индоокеанский трахинот
Индоокеанский трахинот (лат. Trachinotus botla) — вид лучепёрых рыб семейства ставридовых. Распространены в Индийском океане. Максимальная длина тела 75 см. Морские бентопелагические рыбы.

## Описание
Тело удлинённое, овальной формы, сильно сжато с боков, покрыто мелкой циклоидной чешуёй. Верхний и нижний профили тела выпуклые, сходны по форме. Верхний профиль головы полого снижается к закруглённому рылу. Глаза маленькие, их диаметр укладывается 3,4—4,1 раз в длину головы. Окончание верхней челюсти доходит до вертикали, проходящей через середину глаза. Зубы на обеих челюстях мелкие, ворсинкообразные, расположены полосками. На сошнике зубы расположены в виде пятна овальной или треугольной формы. Пятно зубов на нёбе короткое. На языке зубов нет. На верхней части первой жаберной дуги 6—9 жаберных тычинок, а на нижней —11—15 тычинок. В первом спинном плавнике 6 отдельно сидящих коротких колючек. Во втором спинном плавнике один жёсткий и 22—24 мягких лучей. В анальном плавнике один колючий и 19—21 мягких лучей. Перед плавником расположены 2 короткие колючки. Передние доли второго спинного и анального плавников длинные. Брюшные плавники относительно длинные, их длина укладывается 1,5—1,7 раза в длину грудных плавников. На хвостовом стебле нет канавок и килей. Хвостовой плавник глубоко раздвоенный. Боковая линия делает невысокую дугу над грудными плавниками. Позвонков: 10 туловищных и 14 хвостовых.
Верхняя часть тела голубовато-чёрного цвета, бока и брюхо серебристые. На боках тела расположены 3—6 крупных овальных пятен (пятна отсутствуют у особей длиной менее 15 см). Количество пятен возрастает по мере роста рыб. Количество, местоположение и интенсивность окраски пятен различается у разных одноразмерных особей. Только одно из передних пятен расположено над грудными плавниками. Пятна касаются или лишь немного заходят ниже боковой линии. Размер пятен превышает диаметр глаза; при жизни рыб пятна серебристо-серого цвета. Второй спинной и анальный плавники голубовато-чёрного цвета с более тёмными краями. Хвостовой плавник тёмный, верхние части лопастей голубовато-чёрные. Грудные плавники бледные, иногда с чёрной верхней частью. Брюшные плавники белые.
Максимальная длина тела — 75 см, обычно до 60 см. Масса тела до 2,3 кг.

## Биология
Морские бентопелагические рыбы. Единственные представители семейства, у которых весь жизненный цикл проходит в прибрежных водах. Обитают в зоне прибоя; молодь встречается в наиболее мелководных участках и иногда оказывается на песке после отступления волны; взрослые особи отходят в более глубокие участки зоны.
Индоокеанский трахинот является быстрорастущей рыбой, за 2 месяца особи могут достигать длины 132 мм. В состав рациона молоди входят преимущественно копеподы, наземные насекомые, мелкие рыбы и крабы-кроты. Взрослые особи питаются двустворчатыми моллюсками, крабами, рыбами (главным образом анчоусы) и гастроподами. Самцы достигают половой зрелости (50 % в популяции) при средней длине тела 25,2 см, а самки — при длине тела 24,2 см; в возрасте 2,3 года. У берегов Южной Африки нерестятся в ноябре — феврале. Продолжительность жизни не превышает 6—7 лет.

## Ареал
Распространены в Индийском океане от Восточно-Карской провинции (ЮАР) до Кении, включая Мадагаскар, и у берегов Пакистана, Индии, Шри-Ланка, Мьянмы, Явы и Западной Австралии (от залива Шарк до Банбери).